# Liste der Sportabzeichen (Deutschland)
In Deutschland existieren folgende Sportabzeichen:

## Abzeichen des Deutschen Olympischen Sportbundes
Der Deutsche Olympische Sportbund (DOSB) verleiht die folgenden Abzeichen
- Deutsches Sportabzeichen in Bronze, Silber und Gold
- Deutsches Sportabzeichen für Kinder und Jugendliche in Bronze, Silber und Gold

## Abzeichen nach Sportarten

### Basketball
Abzeichen des Deutschen Basketball Bundes
- Spielabzeichen des DBB

### Fußball
Abzeichen des Deutschen Fußball-Bundes
- DFB-Fußballabzeichen

### Kampfsport
- DJJV-Sportabzeichen
- Kleiner Samurai

### Kanusport
Abzeichen des Deutschen Kanu-Verbandes
- Europäischer Paddel-Pass
- DKV-Wanderfahrerabzeichen
- DKV-Globusabzeichen
- ICF-Wanderfahrerabzeichen

### Leichtathletik
Abzeichen des Deutschen Leichtathletik-Verbandes
- Laufabzeichen
- Walkingabzeichen
- Nordic-Walkingabzeichen
- Mehrkampfabzeichen

### Moderner Fünfkampf
- Deutsches Fünfkampfabzeichen

### Motorsport
DMV-Sportabzeichen des Deutschen Motorsport Verbandes in den Stufen
- Bronze
- Silber
- Gold
- Groß Gold

### Pferdesport
Abzeichen der Deutschen Reiterliche Vereinigung

#### Motivationsabzeichen
- Kleines Hufeisen (Reiten oder Voltigieren; bis 16 Jahre)
- Kombiniertes Hufeisen (in Verbindung mit einer anderen Sportart; bis 18 Jahre)
- Großes Hufeisen (Reiten oder Voltigieren; bis 18 Jahre)
- Reiternadel (ab 16 Jahre)
- Kombinierte Reiternadel (in Verbindung mit einer anderen Sportart; ab 16 Jahre)
- Hufeisen Westernreiten
- Hufeisen Fahren

- Basispass Pferdekunde (Voraussetzung für alle Abzeichen außer Motivationsabzeichen)

#### Abzeichen im Geländereiten und -fahren
- Deutscher Reitpaß in der Ausführungen
  - Wanderreitabzeichen Stufe 1 und 2
  - Jagdreitabzeichen Stufe 1 und 2
  - Distanzreitabzeichen Stufe 1–3

- Deutscher Fahrpaß in der Ausführungen
  - Wanderfahrabzeichen Stufe 1 und 2
  - Distanzfahrabzeichen Stufe 1 und 2

- Deutsches Reitabzeichen der Klassen IV bis I und in Gold
- Westernreitabzeichen der Klassen II und III und in Gold
- Deutsches Fahrabzeichen der Klassen IV bis I und in Gold
- Deutsches Longierabzeichen der Klassen III und IV
- Deutsches Voltigierabzeichen der Klassen IV bis I und in Gold

#### Sonstige Prüfungen
- Gelassenheitsprüfung (GHP)

Siehe auch: Hauptartikel Leistungsabzeichen (Pferdesport)

### Radsport
Abzeichen des Bundes Deutscher Radfahrer
- Deutsches Radabzeichen
- Deutsches Radsportabzeichen

### Rudern
Abzeichen des Deutschen Ruderverbandes
- Deutsches Ruderabzeichen in den Ausführungen Bronze, Silber und Gold[1]
- Indoor-Rowing-Sportabzeichen in den Ausführungen Bronze, Silber, Gold und Platin[2]

### Schießsport
Leistungsabzeichen des Deutschen Schützenbundes in den Stufen
- Bronze
- Silber
- Gold

### Schwimmsport
Schwimmabzeichen des Bundesverband zur Förderung der Schwimmausbildung (BFS) und der Kultusministerkonferenz:
- Frühschwimmer
- Schwimmzeugnis für Erwachsene
- Deutscher Schwimmpass in den Ausführungen Bronze, Silber und Gold
- Rettungsschwimmabzeichen:
  - Junior-Retter
  - Juniorwasserretter
  - Deutsche Rettungsschwimmabzeichen in den Ausführungen Bronze, Silber und Gold.

Schwimmabzeichen des Deutschen Schwimm-Verbands:
- Seehund Trixi (Vielseitigkeitsabzeichen)
- Deutscher Leistungsschwimmpass in den Ausführungen Bronze („Hai“), Silber und Gold.

### Tanz
- Deutsches Tanzsportabzeichen in den Ausführungen Bronze, Silber, Gold und Brillant.

### Tauchsport
- Schnorcheltauchabzeichen

### Triathlon
Abzeichen der Deutschen Triathlon Union
- Triathlon/Duathlon-Abzeichen in den Ausführungen Bronze, Silber und Gold.

### Volleyball
- Spielabzeichen Volleyball

### Wandern
- Deutsches Wanderabzeichen verliehen vom Deutschen Wanderverband in den Stufen
- Bronze
- Silber
- Gold

## Abzeichen von Landessportbünden

### Bayern
Abzeichen des Bayerischen Landes-Sportverbandes
- Bayerisches Sport-Leistungs-Abzeichen in der Ausführung als Schüler-, Jugend- und Erwachsenensportabzeichen